# El Borma
El Borma è un comune dell'Algeria, situato nella provincia di Ouargla. Si estende fino al confine tunisino ad est. Il deserto è sede di diversi giacimenti petroliferi.